# Équipe des Pays-Bas féminine de basket-ball à trois
Cet article traite de l'équipe féminine de basket-ball à trois. Pour l'équipe masculine de basket-ball à trois, voir Équipe des Pays-Bas masculine de basket-ball à trois.
Maillots
L’équipe des Pays-Bas de basket-ball à trois est la sélection qui représente les Pays-Bas dans les compétitions internationales féminines de basket-ball à trois.

## Résultats

### Palmarès
| Compétitions mondiales                                             | Compétitions continentales                                                                       |
| ------------------------------------------------------------------ | ------------------------------------------------------------------------------------------------ |
| - Jeux olympiques - Néant - Coupe du monde (1) - Vainqueur en 2025 | - Coupe d'Europe (1) - Vainqueur en 2023 - Finaliste en 2018 et 2022 - Troisième en 2017 et 2024 |

### Parcours en compétitions internationales

#### Jeux olympiques
| Année | Position      |      | Année | Position |
| 2020  | Non qualifiée | 2028 | -     |          |
| 2024  | Non qualifiée | 2032 | -     |          |

#### Coupe du monde
| Année | Position |      | Année     | Position     |   | Année | Position |
| 2012  | 21e      | 2019 | 12e       | 2027         | - |       |          |
| 2014  | 12e      | 2022 | 10e       | Pays inconnu | - |       |          |
| 2016  | 7e       | 2023 | 16e       | Pays inconnu | - |       |          |
| 2017  | 4e       | 2025 | Vainqueur | Pays inconnu | - |       |          |
| 2018  | 9e       | 2026 | -         | Pays inconnu | - |       |          |

#### Coupe d'Europe
| Année | Position      |      | Année     | Position     |   | Année | Position |
| 2014  | 4e            | 2021 | 9e        | 2026         | - |       |          |
| 2016  | Non qualifiée | 2022 | Finaliste | Pays inconnu | - |       |          |
| 2017  | Troisième     | 2023 | Vainqueur | Pays inconnu | - |       |          |
| 2018  | Finaliste     | 2024 | Troisième | Pays inconnu | - |       |          |
| 2019  | 4e            | 2025 | -         | Pays inconnu | - |       |          |